# Cyathea heterochlamydea
Cyathea heterochlamydea là một loài dương xỉ trong họ Cyatheaceae. Loài này được Copel. mô tả khoa học đầu tiên năm 1908.